# Мария Арпад
Мария Арпад (1257 – 25 март 1323) е унгарска принцеса и кралица на Неапол.

## Произход
Мария е дъщеря на унгарския крал Ищван V и на куманката Елизабет, дъщеря на Хан Котян. Сестра е на унгарския крал Ласло IV (1272 – 1290), на сръбските кралици Елизабет и Катерина и на византийската императрица Анна. Нейна племенничка по майчина линия е българската царица Анна Неда.

## Кралица на Неапол
През 1270 г. 12-годишната Мария е омъжена за неаполитанския крал Карл II Анжуйски, най-голям син на Карл I Анжуйски и Беатрис от Прованс.
След смъртта на Ласло IV, който не оставя наследници, Мария се оказва на челно място в линията на унаследяване на унгарския престол, поради което през 1291 г. е коронована от папата за кралица на Унгария. Мария обаче се отказва от титлата в полза на сина си Карл Мартел Анжуйски. Въпреки това Карл Мартел така и не успява да се наложи в самата Унгария, където унгарските аристократи избрали за крал братовчед му Андраш III. Карл Мартел успява единствено да затвърди властта си над някои райони в Хърватия, която по това време се намира в персонална уния с Унгария.
През 1290 г. Мария дава убежище в Неапол на сестра си Елизабет, която бяга от Бохемия заедно със сина си, след като съпругът ѝ Завиш Фалкенщайн – бивш регент на Вацлав II, е екзекутиран по заповед на краля. Елизабет остава в Неапол и известно време пребивава в неаполитанския кралски двор преди да се замонаши, а по-късно напуска страната и се омъжва за сръбския крал Стефан II Милутин.
Карл II Анжуйски умира през 1309 г. След смъртта му Мария продължава да живее в Неапол, където умира на 25 март 1323 година. Погребана е в църквата „Санта Мария Дона Реджина“ в Неапол.

## Деца
Мария ражда на Карл II 14 деца:
- Карл Мартел Анжуйски (8 септември 1271 – 12 август 1295)
- Маргарита Анжуйска (* 1273, † 31 декември1299); ∞ 1290 за Шарл, принц на Франция и граф на Валоа, от 1290 г. графиня на Анжу и Мен. Родоначалничка на кралската династия Валоа, която царува във Франция от 1328 до 1589 г.
- Св. Луи Тулузки (1275 – 1298), архиепископ на Тулуза
- Робер I Анжуйски (1277 – 1343), крал на Неапол
- Филип I Тарантски (1278 – 1331), принц на Таранто; по втора съпруга княз на Ахая и титулярен император на Латинската Константинополска империя; един от неговите синове Луи Тарантски (1308 – 25 май 1362) е втори съпруг и съуправител на Джована I Анжуйска.
- Раймон Беренгер (Андрия) (1279 – 1307), граф на Андрия
- Жан (1283 – 1308)
- Тристан (1284 – 1288)
- Пиетро Анжу (Темпеста) (1291 – 1315), граф на Гравина
- Жан (Дурацо) (1294 – 1336), херцог на Дурацо, основаната от него линия на Анжуйската династия (линия Дурацо) управлява Неапол в периода 1382 – 1435 години в лицето на кралете Карл III Малкия, Ладислав Анжуйски и Джована II.
- Маргьорит Анжуйска (1277 – 1293), графиня на Анжу
- Бланка Анжуйска (1280 – 1310), кралица на Арагон, съпруга на Хайме II
- Елеонора Анжуйска (1289 – 1314), кралица на Сицилия
- Мария Анжуйска (1290 – 1346), кралица на Майорка
- Беатрис Анжуйска (1295 – 1321)

- Изображения на децата на Мария в изкуството
- Карл Мартел Анжуйски,
 худ. Антони Бойс
- Св. Луи Тулузски,
 худ. Пиеро дела Франческа
- Луи Тулузки коронова брат си Робер за крал на Неапол,
 худ. Симоне Мартини
- крал Робер Анжуйски 
/детайл/
- детайл от миниатюра с Филип Тарантски
- надгробие на Бланка Анжуйска,
 кралица на Арагон
- Елеонора Анжуйска